# Daniel Orton
Daniel Joseph Orton (ur. 6 sierpnia 1990 w Oklahoma City, Oklahoma) – amerykański koszykarz, występujący na pozycji silnego skrzydłowego.
W 2009 wziął udział w meczu gwiazd amerykańskich szkół średnich – Jordan Classic, został też zaliczony do III składu 
USA Today All-USA. Wziął dwukrotnie udział w turnieju Nike Global Challenge (2007, 2008).
Orton poważną grę w koszykówkę rozpoczął na Uniwersytecie Kentucky w zespole Kentucky Wildcats, gdzie był rezerwowym. W sezonie 2009/2010 zdobywał średnio 3,4 punktu, 3,3 zbiórki i 1,4 bloku na mecz w trakcie 13,2 minut gry. 8 maja 2010 roku podpisał kontrakt z agentem i zgłosił się do draftu NBA.
W drafcie został wybrany przez Orlando Magic z 29. numerem. 1 lipca] 2010 podpisał debiutancki kontrakt z Orlando Magic. Gdy zaczął się sezon, nie mieścił się w składzie, przegrywając rywalizację o miejsce z Dwightem Howardem i Marcinem Gortatem. 1 grudnia 2010 został wysłany do ligi filialnej. W barwach Mexico Thunderbirds rozegrał tylko dwa spotkania. W drugim z nich doznał kontuzji kolana, która wykluczyła go z gry do końca sezonu.
Na debiut w NBA czekał do 27 stycznia 2012. Rozegrał łącznie 16 spotkań w sezonie zasadniczym, zdobywając średnio 2,8 punktu na mecz i 2,4 zbiórki w trakcie 11,7 minut gry. Zadebiutował też w play-off, rozgrywając 4 mecze przeciwko Indiana Pacers.
4 sierpnia 2012 podpisał niegwarantowany kontrakt z Oklahoma City Thunder.
19 lutego 2018 został zawodnikiem libańskiego Champville. 12 kwietnia 2019 dołączył do tureckiego Karesi Spor.

## Osiągnięcia
Stan na 20 stycznia 2020, na podstawie, o ile nie zaznaczono inaczej.
NCAA
- Uczestnik rozgrywek Elite 8 turnieju NCAA (2010)
- Mistrz:
  - sezonu regularnego konferencji Southeastern (SEC – 2010)
  - turnieju SEC (2010)

Indywidualne
- Zaliczony do:
  - II składu ligi tajwańskiej (2017 przez Asia-Basket.com)[5]
  - III składu turnieju NBA-D-League Showcase (2013)
  - składu honorable mention All-D-League (2013)

## Rekordy kariery
- Punkty 11
- Asysty 3
- Zbiórki w ataku 3 (4 razy)
- Zbiórki w obronie 4
- Zbiórki 6
- Bloki 3
- Przechwyty 5